# Plainfield (Illinois)
Plainfield is een plaats (village) in de Amerikaanse staat Illinois, en valt bestuurlijk gezien onder Will County.

## Demografie
Bij de volkstelling in 2000 werd het aantal inwoners vastgesteld op 13.038. In 2006 is het aantal inwoners door het United States Census Bureau geschat op 31.968, een stijging van 18930 (145,2%).

## Geografie
Volgens het United States Census Bureau beslaat de plaats een oppervlakte van 32,3 km², waarvan 30,1 km² land en 2,2 km² water. Plainfield ligt op ongeveer 189 m boven zeeniveau.

## Plaatsen in de nabije omgeving
De onderstaande figuur toont nabijgelegen plaatsen in een straal van 12 km rond Plainfield.

## Geboren in Plainfield
- Melissa McCarthy (1970), actrice en comédienne